# 釜山現代美術館
釜山現代美術館（ぷさんげんだいびじゅつかん、朝: 부산현대미술관、釜山現代美術館）は、大韓民国釜山広域市洛東江河口の乙淑島にある市立現代美術館。釜山市街から西郊の洛東江河口の中州である乙淑島にある。
メディアアートなどを含む現代美術を中心に所蔵・展示している。

## 沿革
2005年に釜山ビエンナーレの専用展示スペースの検討開始。2009年に第2市立美術館の建設計画決定。
2017年に建設開始、2018年6月15日に開館。

## 展示
地下1階、地上2階の展示スペース（5,910㎡）に加え、収蔵庫、セミナールームや体験室、子供図書館、資料室を併設している。

## 交通
- 釜山都市鉄道1号線下端駅、その後バスへ乗り換え。